# Niutao
Niutao este o insulă al Tuvalului situată în Oceanul Pacific la 370 km nord-vest de Funafuti. Insula avea, conform recensământului din 2002, o populație de 663 de locuitori. Cei mai mulți dintre locuitori trăiesc într-un sat din nordul insulei.
Niutao este de asemenea unul din consiliile insulare ale Tuvalului.

## Geografie

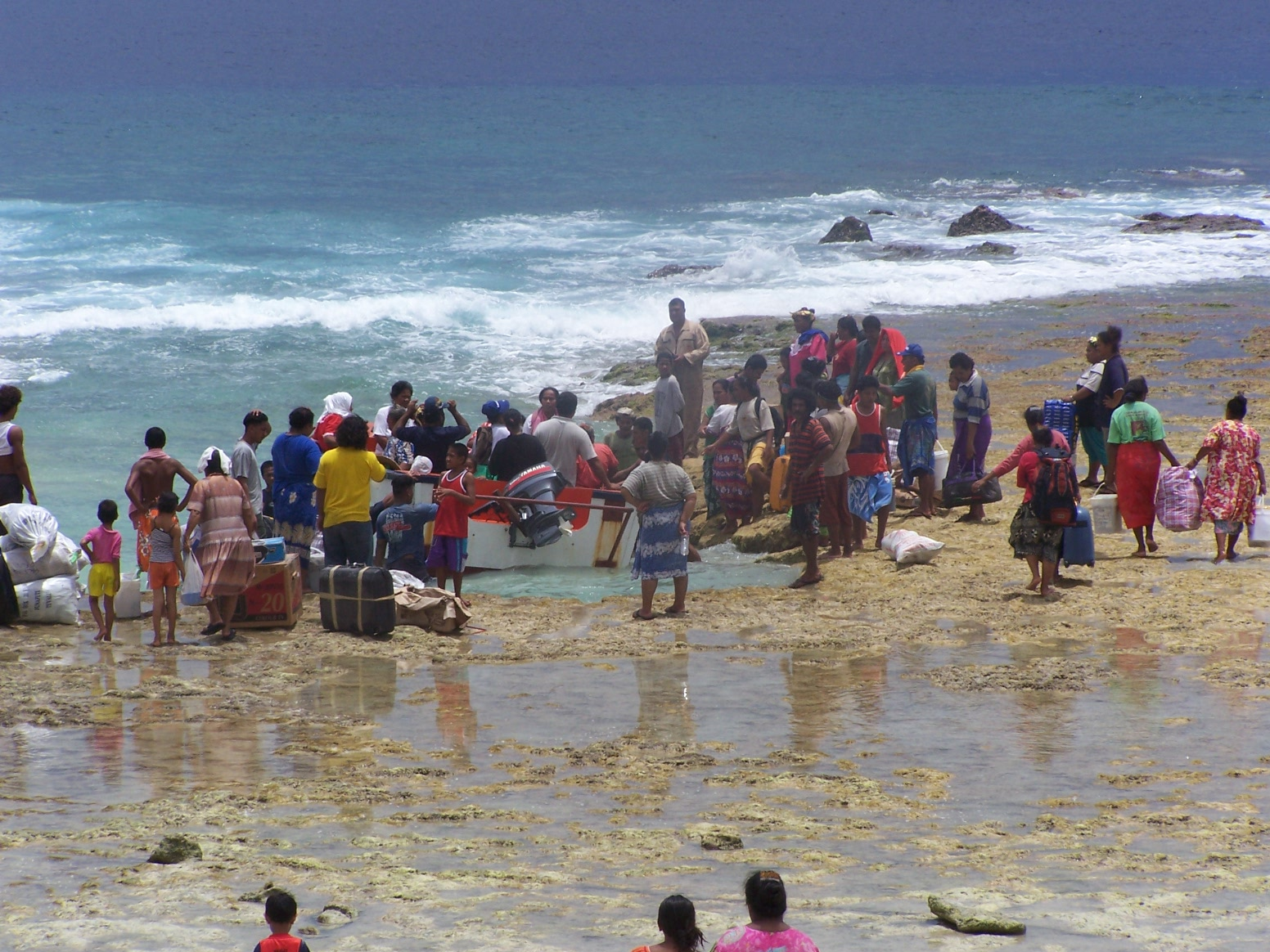
Acostare de marfă pe Niutao

Insula are o lungime de 2,5 km și o lățime de 1 km. Pe Niutao există două lacuri. În lacul cel mai mare se află trei insulițe și un baraj.